# Gù Ān

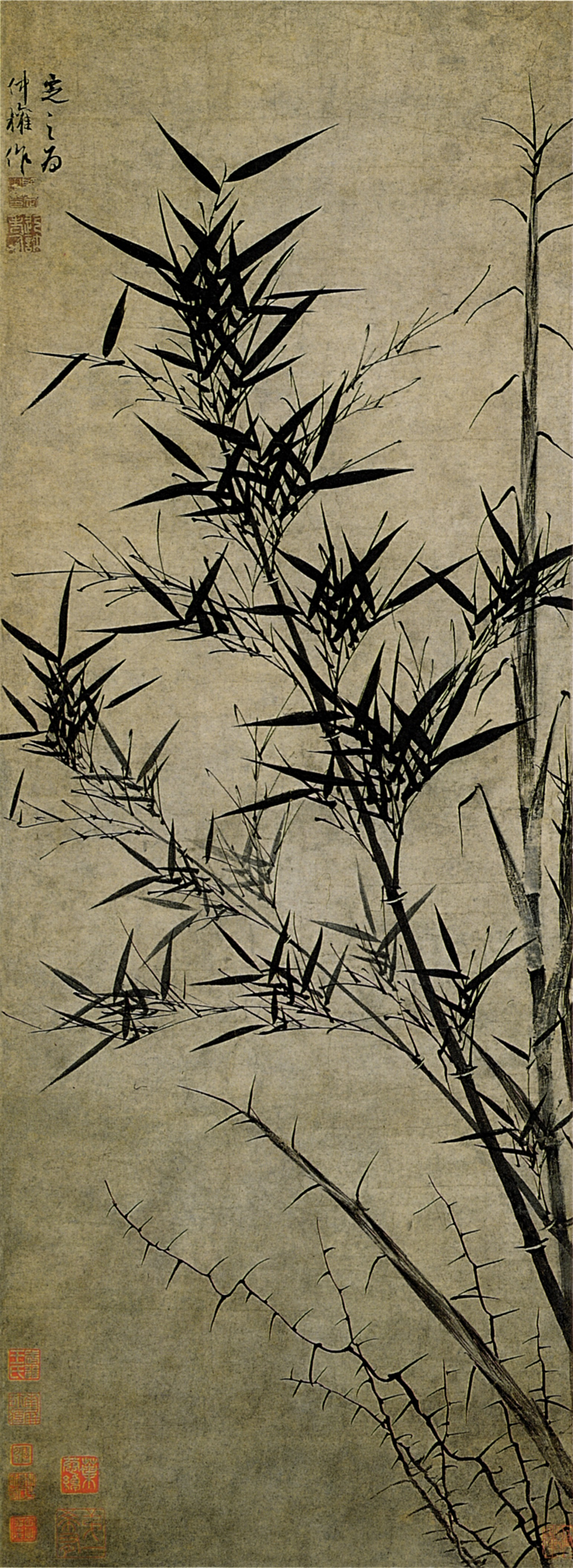
Nou Bambú de Gu An,, Museu del Palau de Pequín

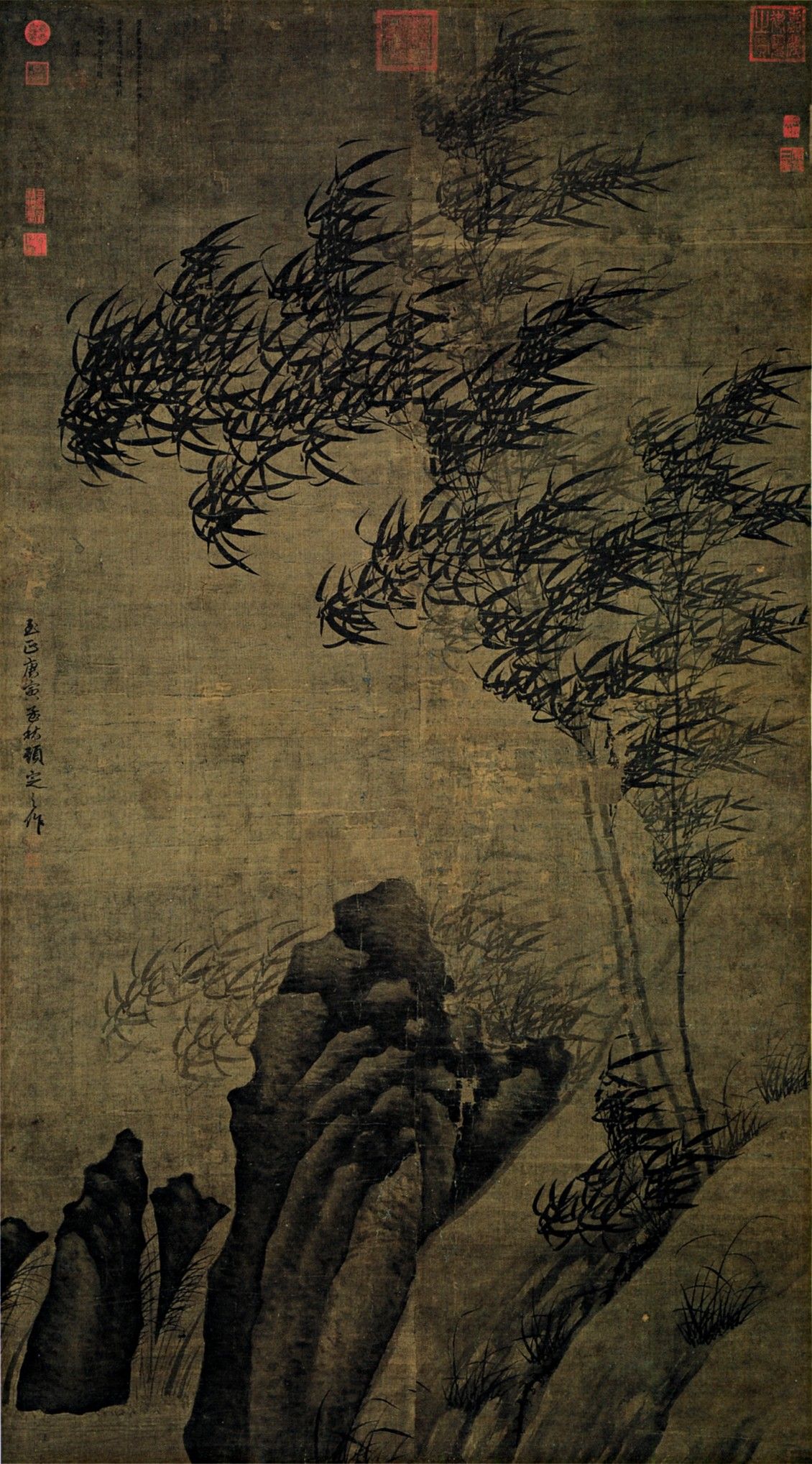
Roca tranquil·la de Gu An, Museu Nacional del Palau de Taipei

Gu An (xinès simplificat: 顾安; xinès tradicional: 顧安; pinyin: Gù Ān) fou un pintor xinès que va viure sota la dinastia Yuan. Va néixer vers l'any 1289 a Huaidong actualment Kunshan i va morir posteriorment al 1365. Gu An va destacar sobretot en la pintura de bambús, especialment de bambús onejant al vent.